# Radio Libertà
Radio Libertà, precedentemente conosciuta come Radio Padania Libera, è un'emittente radiofonica nazionale d'informazione. L'editore è una cooperativa editoriale che ha lo stesso nome della testata: Radio Libertà società cooperativa. La radio nacque originariamente nel 1976 come Radio Varese.

## Storia
Nella seconda metà degli anni settanta un gruppo di studenti del liceo classico Cairoli di Varese, fra cui vi era il futuro ministro dell'Interno Roberto Maroni, assieme al loro professore di filosofia, nonché esperto di telecomunicazioni, fondarono Radio Varese (detta anche La Radio delle Tre Scimmiette.) Il 28 febbraio 1976 iniziarono le trasmissioni ufficiali dalla sede storica di via Walder.
Radio Varese trasmetteva tramite un ponte radio che collegava la sede di via Walder con il Campo dei Fiori, inoltrando il proprio segnale con alcune centinaia di watt al Varesotto e buona parte dell'Altomilanese, sulla frequenza di 100.700 MHz. A seguito di uno scambio intervenuto negli anni 2000 con R 101 (ex Radio Milano International, che già eserciva la frequenza 100,700 MHz a Milano), la frequenza di trasmissione mutò in 98,500 MHz (già frequenza di Radio LatteMiele e prima ancora di Radio Centro Sei Gallarate).
Il 16 ottobre 1990 viene acquistata dal partito guidato da Umberto Bossi, la Lega Lombarda. Il 20 ottobre 1990 diventa Radio Varese-Lega Lombarda e comincia ad espandere il raggio di copertura del segnale radiofonico, che fino a quel momento giungeva solo in due province: Varese (100.7 FM) e Como (89.1 FM, acquisita dal gruppo della Espansione Tv).; contestualmente l'emittente presentò domanda per il rilascio di una concessione di carattere comunitario in ambito nazionale ex L. 223/1990 (cd. "legge Mammì"). La musica trasmessa variava dai generi rock, country, blues e jazz fusion, fino alla musica brasiliana e classic; assolutamente vietata era la musica commerciale.
Il 17 maggio 1997, da un'idea di Davide Carlo Caparini, al tempo amministratore delegato di Editoriale Nord di Milano, è diventata Radio Padania Libera.
In quel periodo inizia uno sviluppo in aree importanti della Lombardia, tra le quali Milano, dove venne acquisita proprio l'emittente simbolo dei meridionali, Radio Antenna Emigrante, FM 104,250 MHz, frequenza successivamente scambiata con il Gruppo Gervasoni (Radio Number One, Radio Millenote, Radio Bergamo Centro) con la 103,500 MHz (ex Radio Capo Nord Milano di Cinisello Balsamo).
Dal 1997 al 1999 il direttore è stato Roberto Poletti. Dal 1999 al 2013 gli subentra l'eurodeputato e capogruppo della Lega Nord a Milano Matteo Salvini. Dopo la nomina di Salvini a segretario federale della Lega Nord (15 dicembre 2013), il nuovo direttore è Alessandro Morelli. Sarà poi sostituito da Giulio Cainarca dal 2018.
Il 19 ottobre 2016, Salvini dà il via libera alla cessione della concessione comunitaria nazionale dell'emittente a Lorenzo Suraci, presidente di RTL 102.5, con il progetto di diventare una radio locale pluriregionale priva di contributi pubblici e di partito.
Il 21 maggio 2017 viene annunciata da Gabriele Zeggio, la cessione di quasi tutti gli impianti FM della radio, che rimarrà sostanzialmente solo su altre piattaforme (IP, DAB+, DTT). Il 25 maggio cessano le trasmissioni in FM e a partire da quella data le frequenze sono state alienate al gruppo RTL102.5 Hit Radio. Formalmente l'emittente è ancora concessionaria in ambito locale in forza di almeno un residuo impianto FM asservito al titolo.
A metà settembre 2020, sia sul DTT sia sul DAB l'identificativo di trasmissione dell'emittente viene modificato: da Radio Padania diventa RPL - La tua radio. Il 20 gennaio 2022, RPL diventa Radio Libertà, confermati Cainarca (già direttore di RPL), Morelli (condirettore) ed i conduttori.

## Controversie
Radio Padania Libera è stata al centro di polemiche a seguito di alcuni interventi legislativi. La legge del 28 dicembre 2001 (n. 448, articolo 74) ha previsto agevolazioni e contributi per le emittenti con concessione comunitaria in ambito nazionale: le uniche a rispondere ai requisiti sono Radio Maria e Radio Padania Libera. L'articolo 74 ha previsto l'autorizzazione definitiva all'utilizzo gratuito di frequenze libere dello spettro elettromagnetico con un meccanismo di silenzio assenso, perfezionatosi allo scadere dei 90 giorni dall'utilizzazione della frequenza. Inoltre, la stessa legge finanziaria ha stanziato un milione di euro per il potenziamento e l'aggiornamento tecnologico delle emittenti radiofoniche nazionali a carattere comunitario: anche di questa norma hanno beneficiato le sole due emittenti in possesso dei requisiti.
Il 14 giugno 2010, in occasione del debutto della Nazionale di calcio dell'Italia ai campionati mondiali di Sudafrica 2010, Radio Padania Libera trasmette la radiocronaca della partita esultando al goal di Alcaraz, avversario paraguayano di turno, generando l'indignazione stizzita del CT italiano Marcello Lippi e dei calciatori azzurri partecipanti alla competizione in terra sudafricana.
Nel maggio 2019 all'emittente fu contestata dal Ministero dello Sviluppo Economico (retto dal ministro Luigi Di Maio) la diffusione su un multiplexer radiofonico digitale (DAB+) di carattere nazionale (Eurodab, facente riferimento al gruppo RTL 102.5) nonostante fosse in possesso del titolo di fornitore di contenuti in ambito locale. La questione si è poi risolta nel rispetto delle normative vigenti.